# The Gramercy Residences
The Gramercy Residences, también conocido como The Gramercy Residences at Century City, es un condominio residencial superalto construido en Makati, Filipinas. Es el primero de los varios proyectos de edificios propuestos en la nueva zona Century City a lo largo de la Avenida Kalayaan. Además es el primer rascacielos superalto de Filipinas, y también el tercer edificio más alto de Makati.

El edificio toma su nombre de Gramercy Park, un parque privado cercado ubicado en uno de los barrios más prestigiosos de Manhattan, Nueva York. Planeado originalmente como un edificio de 65 plantas, fue anunciado con 73 plantas y una altura total de 302 m (990.8 ft) hasta su tope arquitectónico. De acuerdo con el anuncio de su promotor, Century City Development Corporation. El 11 de enero de 2011, Gramercy Residences había llegado a su altura máxima alcanzando la planta 73.

## Localización
Gramercy Residences está situada en la antigua localización de la Escuela Internacional de Manila, de 4,8 hectáreas de superficie, de las que 3,4 se vendieron a Century Properties Corporation (las restantes 1,4 hectáreas se vendieron a Picar Properties) en una subasta del Gobierno de Filipinas en 2007. Situado a lo largo de la Avenida Kalayaan, es solo un bloque lejos de la ajetreada área de entretenimiento situada a lo largo de la Avenida Makati. También está a unos cuantos bloques del Makati Central Business District, el centro financiero, cultural y de ocio de la capital, con centros comerciales de primera clase, y a unos 30 minutos en coche del Aeropuerto Internacional.

## Equipo de diseño y construcción
El plan maestro de The Gramercy Residences fue diseñado por el grupo arquitectónico establecido en California Jerde Partnership International, en colaboración con la firma filipina Roger Villarosa Architects & Associates. El diseño estructural e ingeniería está provisto por la firma Ove Arup & Partners, establecida en Hong Kong. La dirección del proyecto y la construcción está siendo llevada por la firma local Nova Construction + Development.

## Características
La principal atracción del edificio será su Skypark. Situado en la planta 36, cuenta con  cascadas de 3 plantas, piscinas laguna, un restaurante de diseño, gimnasio, café, spa, una isla jardín dentro de una piscina reflectante, y una pasarela en voladizo (un camino suspendido en el aire con piscinas a un lado y un pasamanos de cristal en el otro).

La parte superior de la torre está adornada con un faro de cristal que es visible desde todos los ángulos de la metrópolis.